# Shikha Uberoi
Shikha Uberoi (Bombay, 5 april 1983) is een voormalig professioneel tennisspeelster uit India. Zij begon met tennis toen zij zes jaar oud was. Haar favoriete ondergrond is hardcourt. Zij was actief in het proftennis van 2003 tot en met 2011. Shikha Uberoi heeft een jongere zuster, Neha, die eveneens in het beroepstennis actief was – de zussen speelden vaak dubbelspel, en bereikten in 2005 tweemaal een WTA-finale.

## Loopbaan

### Enkelspel
Shikha Uberoi debuteerde in 1998 op het ITF-toernooi van Los Mochis (Mexico) – zij verloor haar eersterondepartij van de Hongaarse Zsófia Gubacsi. In 2003 stond zij voor het eerst in een finale, op het ITF-toernooi van Harrisonburg – door landgenote Meghha Vakaria te verslaan, greep zij hier haar eerste titel. Uberoi won in totaal drie ITF-toernooien.
Uberoi kwalificeerde zich in 2004 voor het eerst voor de hoofdtabel van een WTA-toernooi, op het toernooi van Boedapest – in de eerste ronde verloor zij van de Française Marion Bartoli. Eenmaal bereikte zij op de WTA-tour de kwartfinale, op het toernooi van Calcutta van 2005.
Bij haar eenmalig optreden op een grandslamtoernooi, op de US Open 2004, bereikte zij de tweede ronde, die zij verloor van Venus Williams. Daarmee was zij de tweede Indiase speelster in het open tijdperk die een partij won in de hoofdtabel van een grandslamtoernooi.
In 2006 vertegenwoordigde Uberoi India op de Aziatische Spelen. In de eerste ronde versloeg zij Linda Ahmad uit Bahrein; in de tweede ronde moest zij opgeven tegen de Chinese Zheng Jie.
Haar hoogste positie op de WTA-ranglijst is de 122e plaats, die zij bereikte in augustus 2005.

### Dubbelspel
Shikha Uberoi debuteerde in 1998 op het ITF-toernooi van Los Mochis (Mexico) – zij won haar eersterondepartij, samen met de Mexicaanse Erika Clarke. In 2000 stond zij voor het eerst in een finale, samen met de Amerikaanse Brandi Freudenberg op het Victoria Masters-toernooi in Reynosa (Mexico) – zij greep hier haar eerste titel. Uberoi won in totaal drie ITF-toernooien.
Uberoi speelde in 2004 voor het eerst in een WTA-toernooi, samen met zus Neha op het toernooi van Boedapest – in de eerste ronde verloren zij van het Australische koppel Bryanne Stewart en Samantha Stosur. De zussen Uberoi bereikten in 2005 tweemaal een WTA-finale: op het toernooi van Calcutta en een week later in Guangzhou. Shikha Uberoi stond nog een derde keer in een WTA-finale, samen met de Taiwanese Hsieh Su-wei op het toernooi van Auckland in 2007.
Haar beste resultaat op de grandslamtoernooien is het bereiken van het hoofdtoernooi van de US Open 2004. Haar hoogste positie op de WTA-ranglijst is de 87e plaats, die zij bereikte in februari 2007.

## Posities op deWTA-ranglijst
Positie per einde seizoen:
| jaar | rang enkel | rang dubbel |
| ---- | ---------- | ----------- |
| 2011 | –          | 698         |
| 2010 | 686        | 461         |
| 2009 | 490        | 242         |
| 2008 | 713        | 360         |
| 2007 | 727        | 264         |
| 2006 | 206        | 114         |
| 2005 | 141        | 157         |
| 2004 | 171        | 386         |
| 2003 | 380        | 511         |
| 2002 | 754        | 503         |
| 2001 | 924        | 843         |
| 2000 | 841        | 776         |
| 1999 | 912        | 821         |

## Palmares
| Legenda                | Legenda                  |
| ---------------------- | ------------------------ |
| Grandslamtoernooi      |                          |
| Olympische Spelen      |                          |
| Year-End Championships |                          |
| tot 2009               | 2009 – 2020 / vanaf 2021 |
| Tier I                 | Premier Mandatory        |
| Tier II                | Premier Five / WTA 1000  |
| Tier III               | Premier / WTA 500        |
| Tier IV & V            | International / WTA 250  |
|                        | Challenger / WTA 125     |

### WTA-finaleplaatsen vrouwendubbelspel
| nr.              | finale     | toernooi      | ondergrond | partner      | tegenstandsters                          | score     |         |
| ---------------- | ---------- | ------------- | ---------- | ------------ | ---------------------------------------- | --------- | ------- |
| verloren finales |            |               |            |              |                                          |           |         |
| 1.               | 2005-09-25 | WTA Calcutta  | hardcourt  | Neha Uberoi  | Jelena Lichovtseva Anastasija Myskina    | 6-1, 6-0  | details |
| 2.               | 2005-10-02 | WTA Guangzhou | hardcourt  | Neha Uberoi  | Maria Elena Camerin Emmanuelle Gagliardi | 7-65, 6-3 | details |
| 3.               | 2007-01-07 | WTA Auckland  | hardcourt  | Hsieh Su-wei | Janette Husárová Paola Suárez            | 6-0, 6-2  | details |

## Resultaten grandslamtoernooien
| Legenda | Legenda                          |
| ------- | -------------------------------- |
| g.t.    | geen toernooi gehouden           |
| l.c.    | lagere categorie                 |
| –       | niet deelgenomen                 |
| G       | uitgeschakeld in de groepsfase   |
| 1R      | uitgeschakeld in de eerste ronde |
| 2R      | uitgeschakeld in de tweede ronde |
| 3R      | uitgeschakeld in de derde ronde  |
| 4R      | uitgeschakeld in de vierde ronde |
| KF      | uitgeschakeld in de kwartfinale  |
| HF      | uitgeschakeld in de halve finale |
| F       | de finale verloren               |
| W       | het toernooi gewonnen            |
| w-v     | winst/verlies-balans             |

### Enkelspel
| Toernooi        | 2004 |
| --------------- | ---- |
| Australian Open | –    |
| Roland Garros   | –    |
| Wimbledon       | –    |
| US Open         | 2R   |

### Vrouwendubbelspel
| Toernooi        | 2004 |
| --------------- | ---- |
| Australian Open | –    |
| Roland Garros   | –    |
| Wimbledon       | –    |
| US Open         | 1R   |